# Tronzano Lago Maggiore
Tronzano Lago Maggiore – miejscowość i gmina we Włoszech, w regionie Lombardia, w prowincji Varese.
Według danych na rok 2004 gminę zamieszkiwało 257 osób, 23,4 os./km².